# Rândunică de peșteră
Rândunica de peșteră (Petrochelidon fulva) este o specie de pasăre din familia Hirundinidae. Este o rândunică de mărime medie, cu coadă pătrată, aparținând aceluiași gen cu rândunica de stâncă in America de Nord, mai cunoscută și mai răspândită. Rândunica de peșteră, de asemenea originară din America, cuibărește și se adăpostește în principal în peșteri și doline.
Rândunelele de peșteră se găsesc în Mexic și Antilele Mari. Coloniile de reproducere apar în sud-estul New Mexico, Texas, Florida, Antilele Mari, porțiuni din sudul Mexicului și de-a lungul coasta de vest a Americii de Sud. Cinci subspecii sunt recunoscute în prezent conform Păsărilor din America de Nord, trei apar în America de Nord și două în America de Sud.

## Descriere

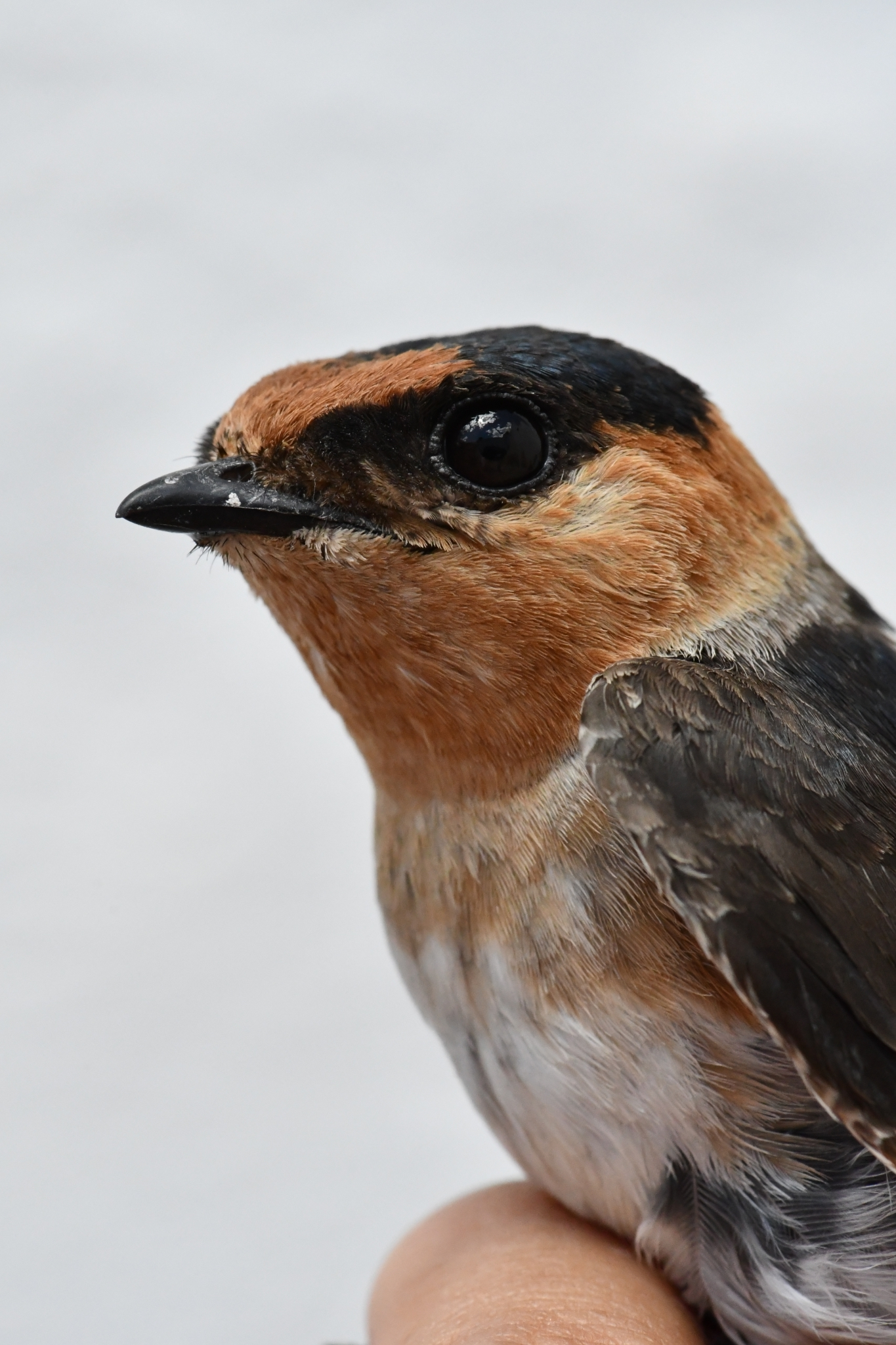
Petrochelidon fulva

Rândunica de peșteră măsoară între 12 și 14 cm lungime și cântărește în medie 19 g. Cea mai mare dintre cele cinci subspecii, P. f. pallida, are o lungime medie a aripilor cuprinsă între 10,7 și 11,23 cm; cea mai mică subspecie, P. f. aequatorialis, are o lungime medie a aripilor între 9,3 și 9,35 cm. Diferențele dintre sexe sunt minime, ambele sunt similare ca mărime și greutate și sunt greu de distins după penaj. Părțile superioare sunt gri-albastru și frunte și gâtul maro-mandarin.

## Taxonomie
Rândunica de peșteră este o paseriformă aparținând familiei de rândunici și lăstuni, Hirundinidae. Genul Petrochelidon este o colecție de rândunele și lăstuni care cuibăresc pe stânci, deși doar cele două subspecii sud-americane preferă cuibărirea pe stânci. Cele trei subspecii nord-americane preferă cuibărirea în peșteri și doline, așa cum sugerează numele lor comun. În prezent sunt recunoscute cinci subspecii de Petrochelidon fulva.
Cele trei subspecii nord-americane sunt P. f. fulva, P. f. pallida și P. f. citata. Toate trei cuibăresc, de obicei, în peșteri și doline naturale. În unele zone cuibăresc în sau sub structuri create de om (caneluri de autostrăzi, sub poduri etc.). Toate trei au anvergura aripilor mai mare decât la celelalte două subspecii sud-americane. P. f. fulva apare în Antilele Mari și în sudul Floridei. P. f. pallida (cunoscută și sub numele de P. f. pelodoma) se găsește mai spre vest, în sud-vestul Statelor Unite și în nord-estul Mexicului. P. f. citata are cel mai sudic areal și se găsește în peninsula Yucatán din Mexic.